# Jess Dutton
Jess Dutton ist ein kanadischer Diplomat.

## Werdegang
Dutton absolvierte das Lower Canada College 1989. Von der Queen’s University erhielt er 1994 einen Bachelor in Politikwissenschaften und 1995 einen Master of Public Administration (MPA).
Zunächst arbeitete Dutton im kanadischen Kultusministerium (Minister of Canadian Heritage). 2005 trat er in den Auswärtigen Dienst Kanadas ein. Im Ministerium arbeitete er als Direktor für die Beziehungen zwischen Bund, Provinzen und Territorien und als stellvertretender Leiter der Task Force für Stabilisierung und Wiederaufbau. Im Ausland war er zunächst an der kanadischen Botschaft in Südkorea und zweimal in Afghanistan, einmal als Leiter des Wiederaufbauteams der Provinz Kandahar (2009–2010) und einmal als stellvertretender Leiter der Botschaft in Kabul. Außerdem war er stellvertretender Hochkommissar in Indien (bis 2017) und zuletzt Kanadas Botschafter in Ägypten. Bis 2023 war er Generaldirektor des Büros für den Nahen Osten. Am 23. Oktober 2023 wurde er zum kanadischen Botschafter in Jakarta ernannt, mit Zuständigkeit für Indonesien und Osttimor.
Am 8. Dezember 2023 übergab Dutton seine Akkreditierung für Indonesien und am 19. Februar 2024 seine Akkreditierung für Osttimor.